# Kathryn Prescott
Kathryn Prescott (Southgate, London, 1991. június 4. –) angol színésznő, a Skins című BAFTA-nyertes brit televíziós sorozat szereplője.

## Életpályája
Kathryn Prescott 1991. június 4-én született Palmers Green-ben, Londonban. Ikertestvérénél, Megan-nál 6 perccel idősebb. Kathryn a St. John's Preparatory School-ba járt általános iskolába, majd tanulmányait a Mountview Academy of Theatre Arts-on folytatta.
Az New Musical Express angol zenei lapban egy interjú során elárulta, hogy kedvenc zenei stílusa az old metál és az elektronikus zene, valamint, hogy óriási Prodigy, Röyksopp, The Cardigans és Metallica rajongó. Mindezek ellenére, hogy nagyon széles a zenei ismertsége bevallotta, hogy nem érzi magát elég tehetségesnek ahhoz, hogy tanuljon valamilyen hangszeren.
Nemrég elárulta, hogy 14 piercingje van.
2009-ben a AfterEllen Hot 100 listán a 26. volt.

## Karrier
Legismertebb szerepe a Skins című sorozat harmadik és negyedik évadában volt. Emily Fitch-t alakítja, a szűkszavú, leszbikus tinédzsert, akit ikertestvére elnyom. Megan Prescott-tal a sorozatban is egypetéjű testvérpárt alkotnak. Kathryn a Skins-en kívül 2008-ban feltűnt egy epizódszerepre az angol BBC Doktorok című sorozatában. Az uralkodónő című sorozatban (2014) is feltűnt Penelope szerepében, amely Stuart Mária skót királynő korai éveit dolgozza fel.

## Filmográfia

### Film
| Év   | Cím                 | Szerep           | Megjegyzés                                                |
| ---- | ------------------- | ---------------- | --------------------------------------------------------- |
| 2013 | Vargulf             | Grace            | rövidfilm                                                 |
| 2014 | Insoma              | hajléktalan lány | rövidfilm                                                 |
| 2014 | Dregs               | Zoe              | rövidfilm                                                 |
| 2014 | Counting Backwards  | Kelly            | rövidfilm                                                 |
| 2014 | The Hive            | Katie            |                                                           |
| 2015 | Skeletons           | Holly Morgan     | rövidfilm                                                 |
| 2017 | Anyák elszabadulva  | Zoe              | magyar hangja Bogdányi Titanilla                          |
| 2017 | To the Bone         | Anna             |                                                           |
| 2018 | Dear You            | N/A              | - rövidfilm - rendező, forgatókönyvíró és vezető producer |
| 2018 | Dude                | Chloe            |                                                           |
| 2018 | Formaldehyde        | Erin             | rövidfilm                                                 |
| 2019 | Egy kutya négy útja | CJ idősen        | magyar hangja Kardos Eszter                               |
| 2019 | Polaroid            | Bird Fitcher     |                                                           |
| 2019 | Jane                | N/A              | - rövidfilm - rendező, forgatókönyvíró és vezető producer |
| 2021 | Ella                | Jules            | rövidfilm                                                 |
| 2022 | Gina                | N/A              | - rövidfilm; - rendező is                                 |

### Televízió
| Év        | Magyar cím                              | Eredeti cím             | Szerep                           | Megjegyzés                                                    |
| --------- | --------------------------------------- | ----------------------- | -------------------------------- | ------------------------------------------------------------- |
| 2008      | Doktorok                                | Doctors                 | Amy Wilcox                       | 1 epizód                                                      |
| 2009–2010 | Skins                                   | Skins                   | Emily Fitch                      | főszerep (3–4. évad); 16 epizód                               |
| 2013      | Skins                                   | Skins                   | Emily Fitch                      | vendégszerep (7. évad); 2 epizód                              |
| 2011      |                                         | Monroe                  | Jennifer                         | 1 epizód                                                      |
| 2012      | Baleseti sebészet                       | Casualty                | Ruby Beale                       | 1 epizód                                                      |
| 2012      |                                         | Bedlam                  | Cass                             | 1 epizód                                                      |
| 2013      | A vámpír, a vérfarkas és a szellem      | Being Human             | Natasha                          | 1 epizód                                                      |
| 2014      | Az uralkodónő                           | Reign                   | Penelope                         | visszatérő szerep (4 epizód)                                  |
| 2014–2015 | Carter nyomában                         | Finding Carter          | Carter Stevens / Lyndon Wilson   | főszerep (36 epizód)                                          |
| 2015      |                                         | The Dovekeepers         | Aziza                            | vendégszerep (2 epizód)                                       |
| 2017      | 24: Újratöltve                          | 24: Legacy              | Amira Dudajev                    | visszatérő szerep (6 epizód)                                  |
| 2017–2019 |                                         | The Son                 | Ingrid fiatalon                  | visszatérő szerep                                             |
| 2019      | Robotcsirke                             | Robot Chicken           | különböző szerepek (hangjai)     | 1 epizód                                                      |
| 2019      | Mondj egy mesét                         | Tell Me a Story         | Susie                            | visszatérő szerep                                             |
| 2021      | Az újonc                                | The Rookie              | Linda Charles / Katerina Antonov | 1 epizód                                                      |
| 2022      | Fleishman bajban van                    | Fleishman Is in Trouble | nő                               | - televíziós minisorozat (1 epizód) - stáblistán nem szerepel |
| 2022–2023 | New Amsterdam – Vészhelyzet New Yorkban | New Amsterdam           | Vanessa Bloom                    | visszatérő szerep (8 epizód)                                  |

## Fordítás
- Ez a szócikk részben vagy egészben  a   Kathryn Prescott című angol Wikipédia-szócikk fordításán alapul.  Az eredeti cikk szerkesztőit annak laptörténete sorolja fel. Ez a jelzés csupán a megfogalmazás eredetét és a szerzői jogokat jelzi, nem szolgál a cikkben szereplő információk forrásmegjelöléseként.